# راكيل دودغ
راكيل دودغ (بالبرتغالية: Raquel Dodge‏) هي محامية برازيلية، ولدت في 26 يوليو 1961 في Morrinhos, Goiás ‏ في البرازيل.